# One Room Natsu no Koi Monogatari
 (mars 2012).
Si vous disposez d'ouvrages ou d'articles de référence ou si vous connaissez des sites web de qualité traitant du thème abordé ici, merci de compléter l'article en donnant les références utiles à sa vérifiabilité et en les liant à la section « Notes et références ».
Singles de Michiyo Heike
Scene
(1999) Ai no Chikara
(2000)
 One Room Natsu no Koi Monogatari  (ワンルーム夏の恋物語) est le septième single de la chanteuse de J-pop Michiyo Heike, sorti en 2000.

## Présentation
Le single sort le 17 mai 2000 au Japon sur le label Warner Music Japan, dix mois après le précédent single de la chanteuse, Scene. C'est le premier single de la chanteuse à être écrit et produit par Tsunku (de Sharam Q), et non plus par Hatake, le guitariste du même groupe. C'est aussi son premier single à sortir au format maxi-CD de 12 cm, au lieu du format mini-CD de 8 cm. Il atteint la 26e place du classement Oricon, et reste classé pendant trois semaines, se vendant à 18 430 exemplaires durant cette période, une nette amélioration par rapport aux ventes des précédents singles.
La chanson-titre figurera sur le second album de la chanteuse, For Ourself ~Single History~, qui sort quatre mois plus tard.

## Liste des titres
1. One Room Natsu no Koi Monogatari  (ワンルーム夏の恋物語?)
2. Suteki na Koi, Suteki na Yoru  (ステキな恋 ステキな夜?)
3. One Room Natsu no Koi Monogatari (Original Karaoke)  (オリジナル・カラオケ?)